# Polystichum pilosum
Polystichum pilosum är en träjonväxtart som beskrevs av Edwin Bingham Copeland. Polystichum pilosum ingår i släktet Polystichum och familjen Dryopteridaceae. Inga underarter finns listade.